# 东南沿海铁路福建公司
东南沿海铁路福建有限责任公司是一家主要由国铁和地方出资组建的公司，成立于2005年3月30日。主要负责温福铁路福建段、福厦铁路、厦深铁路福建段、福厦客运专线以及漳汕高速铁路福建段的项目管理。公司主要由铁道部和福建省政府共同出资持有。

## 管辖铁路
- 温福铁路福建段，福州南站至闽浙省界之间的鐵路
- 福厦铁路，连接福州南站至厦门北站之间的鐵路
- 厦深铁路福建段，厦门北站至闽粤省界之间的鐵路
- 樟福铁路，连接福连铁路樟林站（不含）和温福铁路福州南站之间的铁路
- 杏厦铁路，连接鹰厦铁路杏林站（不含）和福厦铁路厦门北站之间的铁路
- 福厦客运专线，连接福州南站至漳州站之间的高速鐵路
- 福樟联络线，连接福州南站甬广场至福平铁路樟岚线路所（不含）之间的铁路线
- 厦禾联络线，连接厦门北站杭深场至福厦客运专线禾山线路所之间的铁路线
- 龙漳铁路北溪头所至漳州段，连接福厦客运专线北溪头线路所和至漳州站之间的鐵路
- 漳汕高速铁路福建段，连接漳州站至闽粤省界之间的高速鐵路
- 漳恒联络线，连接漳州站至漳汕高速铁路恒春线路所之间的鐵路线